# Уилски район
Уилски район (на казахски: Ойыл ауданы) е съставна част на Актобенска област, Казахстан, с обща площ 10 940 км2 и население от 18 482 души (по приблизителна оценка към 1 януари 2020 г.).
Административен център е село Уил.